# 柬埔寨內戰
柬埔寨內戰（羅馬化：Sângkréam Sivĭl Kâmpŭchéa）發生於柬埔寨境內，是柬埔寨共產黨（被稱為紅色高棉）、越南民主共和國及越南南方民族解放陣線聯合對抗美國和越南共和國支持的柬埔寨政府（1970年10月後為高棉共和國）。
柬埔寨內戰受到各方盟友的影響。越南人民軍參與的目的是保護根據地和柬埔寨東部保護區。1970年柬埔寨政變後，北越軍企圖在三月份侵入柬埔寨，1970年4月柬埔寨陷入內戰。美國企圖換取時間從東南亞撤出，並保護越南南部的盟友，防止共產主義蔓延到柬埔寨。美軍、南越軍和北越部隊直接參與戰鬥。美軍大量的空襲活動、直接的物質和財政援助柬埔寨政府。
經過五年的戰鬥，共和黨政府在1975年4月垮台，紅色高棉擊敗高棉共和國政府軍而獲勝，成立民主柬埔寨政權。柬埔寨被認為是第二次印度支那戰爭（1959至1975年）的一部分，導致鄰國老撾王國爆發內戰，而南越和北越都介入寮國內戰。柬埔寨內戰，连同紧接其后的红色高棉大屠杀，是该国史上最血腥的種族滅絕歷史。

## 初期（1965-1970年）

### 馬德望省叛乱
1967年3月11日，當西哈努克出国時，馬德望的三洛縣爆發了反徴稅叛亂，在红色高棉鼓励下迅速蔓延。作为回應，朗諾在给西哈努克批准下宣布戒嚴。在鎮壓期間，數百名農民被殺，整個村莊被夷為平地。西哈努克在3月回国后，放棄中間派立場，親自下令逮捕逃往東北的反政府領導人喬森潘、胡荣和符寧。

## 戰場擴大（1970-1971年）

### 北越進攻
朗諾發動政變之後，沒有立即將柬埔寨推入戰爭，而是嘗試保持中立。他呼籲國際社會和聯合國支持新政府，並譴責外國軍隊「侵犯柬埔寨的中立」。1970年4月29日，北越對高棉國家軍隊發起進攻。蘇聯的文件顯示這次進攻是紅色高棉的明確要求。1970年6月，北越佔領了柬埔寨東北部的部分地區。北越進攻讓高棉共和國軍隊遭到重創，佔柬埔寨人口近一半的土地被紅色高棉佔領，而北越也積極供應和訓練紅色高棉軍隊。高棉共和國政府被大大削弱。

## 高棉共和國的挣扎（1972-1975年）
1972到1974年，戰爭在高棉国家军队的交通線進行。高棉国家军队發動了有限的攻勢，以保持首都與西北部水稻種植區、湄公河沿岸和南越的聯繫。紅色高棉的策略是逐漸切斷這些通訊線路並进逼金邊。結果，高棉共和國部隊變得支離破碎、孤立無援，無法相互支持。
1973年1月，巴黎和平協定簽署後，南越和老撾的衝突暂时结束。1月29日，朗諾在全國宣佈單方面停火。为了促进和平，美國停止了所有的轟炸行動。然而紅色高棉没有理會並繼續戰鬥。3月，高棉国家军队遭遇了大量傷亡和逃兵，迫使朗諾引入徵兵制度，4月红色高棉軍队發動攻勢，向金边郊區推進。作为回應，美國空軍發動了一場激烈的轟炸行動，迫使红色高棉返回農村。美國空軍表示轟炸阻止了1973年金邊的陷落，並炸死圍攻該市的25,500名紅色高棉士兵中的16,000人。
自1970年5月19日至1973年8月15日，美军一共在柬埔寨投擲了250,000噸炸彈。自1969年，美國空軍已在柬埔寨投放了539,129噸彈藥。

### 高棉共和國情势惡化
直至1973年，柬埔寨國內外普遍認為，這場戰爭本質上是一場外國衝突，並未從根本上改變高棉人民。到了1973年底，柬埔寨政府和民眾越來越意識到了红色高棉的極端主义，開始表明紅色高棉的狂熱和暴力比任何人都懷疑的要多。
關於红色高棉殘暴政策，包括整個村莊强迫遷移、草率處決、禁止宗教活動以及傳統習慣被摒棄的報導，在在北越軍隊撤出柬埔寨戰場后開始傳到金边民眾。
紅色高棉領導層幾乎完全不為公眾所知。 以前红色高棉作為柬埔寨王国民族团结政府的一部分本身就被隱藏起來。在「解放區」內，它被稱為「安卡」，意思是組織。1973年，柬埔寨共產黨被其最狂熱的成員波爾布特和宋成控制，他們認為「柬埔寨將經歷一場全面的社會革命，之前的一切詛咒必須被摧毀。」紅色高棉和北越之間日益增長的對抗也被隱藏。红色高棉的領導層對河內計劃建立一個以北越為主的印度支那聯邦产生懷疑。
巴黎和平協定簽署後，越南人民军停止了對紅色高棉供应武器，希望使他們停火。1975年，红色高棉的領導層進行了清洗，大多數受過北越訓練的成員隨後在波爾布特的命令下被處決。
隨著時間的推移，紅色高棉對西哈努克的支持減少了。红色高棉向「解放」區的人民表明，公開表達對西哈努克的支持將導致他們被清算。當西哈努克在海外公開露面宣傳柬埔寨國王民族团結政府的事業時，受到了英薩利和喬森潘公開的蔑視。
1973年底，西哈努克的支持者已從柬埔寨國王民族团結政府的所有部長和隊伍中移除。12月底，紅色高棉正為最後的進攻做準備。西哈努克與法國外交官艾蒂安·馬納克進行了會談，他說他對實現類似南斯拉夫溫和社會主義的希望完全放棄。

### 金邊陷落

1975年4月紅色高棉對金邊的最後攻勢

1975年年初，紅色高棉計劃發動旱季攻勢奪取金边。高棉共和國陷入了混亂，經濟遭受重創，陸路運輸受阻，水稻收成和淡水魚供應下降，食品價格是戰前的20倍。
戰前人口約為六十萬的金邊被二百萬名難民淹沒。這些難民沒有工作，亦幾乎沒有食物、住所或醫療服務。當紅色高棉軍隊逐漸控制湄公河兩岸時，狀況更為惡化。2月初，湄公河被紅色高棉封鎖後，美國開始向波成東機場空運補給品，但經常被紅色高棉的炮火影響。高棉共和國的士兵部隊當中有許多在首都駐守的人的彈藥已經耗盡，隨著紅色高棉的推進而被擊潰。1975年3月底，大約四萬名紅色高棉士兵已經包圍首都，並開始準備向高棉共和國的部隊發動致命一擊。
朗諾於4月1日辭去總統職務並離開柬埔寨，希望促進和談，蘇金奎成為了高棉共和國的代理總統。美國試圖安排和平協議，但失敗告終。4月2日，紅色高棉攻佔湄公河運輸重鎮乃良。4月10日，美國停止對高棉共和國的援助，朗諾流亡美國。4月12日，美國在鷹遷行動期間用直升機疏散了276名人員，包括美國駐柬埔寨大使、美國外交人員、代理總統蘇金奎、高棉共和國政府高級官員及其家屬以及新聞媒體成員。行動中總共有82名美國國民、159名柬埔寨國民和35名他國公民被疏散。西索瓦·施里瑪達、隆波烈、朗諾的弟弟朗農和內閣的大多數成員都拒絕了撤離，選擇跟隨人民。在美軍和蘇金奎離開後，由軍官組成的委員會接管了崩潰中的高棉共和國。4月15日，紅色高棉攻破了金邊最後的防禦工事。 4月17日清晨，委員會決定將政府所在地遷至西北部的奧多棉吉省。上午十時左右，高棉國家軍隊總參謀部在廣播中命令所有高棉共和國部隊停止抵抗，高棉共和國政府宣佈投降。政府軍在柬埔寨西北部扁擔山脈柏威夏寺附近繼續抵抗，直到5月22日紅色高棉徹底佔領了全國。
歷時八年的柬埔寨內戰正式結束。隆波烈、西索瓦·施里瑪達和其他高官被捕並被斬首，被俘的高棉共和國軍官被帶到金边國家奧林匹克體育場處決。紅色高棉軍隊開始強行清空首都，將城市人口趕到農村，並在此過程中殺死了數以萬計的平民，紅色高棉大屠殺開始。紅色高棉宣布「零年」開始，表示柬埔寨的「重生」。

### 引用
1. ↑  Heuveline, Patrick (2001). "The Demographic Analysis of Mortality in Cambodia." In Forced Migration and Mortality, eds. Holly E. Reed and Charles B. Keely. Washington, D.C.: National Academy Press.
2. ↑  Marek Sliwinski, Le Génocide Khmer Rouge: Une Analyse Démographique (L’Harmattan, 1995).
3. ↑  Banister, Judith, and Paige Johnson (1993). "After the Nightmare: The Population of Cambodia." In Genocide and Democracy in Cambodia: The Khmer Rouge, the United Nations and the International Community, ed. Ben Kiernan. New Haven, Conn.: Yale University Southeast Asia Studies.
4. ↑  Ross, Douglas; Doyle, Edward; Lipsman, Samuel; Weiss, Stephen; Maclear, Michael. . Pacific Affairs. 1983, 56 (1). ISSN 0030-851X. doi:10.2307/2758817.
5. ↑  Isaacs, Hardy and Brown, p. 86.
6. ↑  Chandler, p. 165.
7. ↑  Chandler, p. 166.
8. ↑  Lipsman and Brown, p. 146.
9. ↑  . www.globalsecurity.org.   [2022-11-14]. （原始内容存档于2017-10-10）.
10. ↑  Isaacs, Hardy and Brown, p. 100.
11. ↑  Etcheson, Craig. . Boulder, Colo.: Westview https://www.worldcat.org/oclc/9785540. 1984. ISBN 0-86531-650-3. OCLC 9785540. 缺少或|title=为空 (帮助)
12. ↑  Morrocco, p. 172.
13. ↑  . Who Was Who (Oxford University Press). 2007-12-01.
14. ↑  Isaacs, Hardy and Brown, pp. 106–107.
15. 1 2  Isaacs, Hardy and Brown, pp. 106–107.
16. ↑  Chandler, p. 211.
17. ↑  Osborne, p. 224.
18. ↑  Shawcross, p. 343.
19. ↑  Lipsman and Weiss, p. 119.
20. ↑  Snepp, p. 279.
21. ↑  Deac, p. 218.
22. ↑  Isaacs, Hardy and Brown, p. 111.
23. ↑  Ponchaud, p. 7.
24. ↑  . web.archive.org. 2013-11-13  [2022-11-13]. 原始内容存档于2013-11-13.
25. ↑  . web.archive.org. 2008-08-29  [2022-11-13]. 原始内容存档于2008-08-29.
26. ↑  Becker, Elizabeth. .  1st PublicAffairs ed. New York: PublicAffairs https://www.worldcat.org/oclc/39556325. 1998. ISBN 1-891620-00-2. OCLC 39556325. 缺少或|title=为空 (帮助)
27. ↑  . web.archive.org. 2022-04-26  [2022-11-13]. 原始内容存档于2022-04-26.

### 文獻
公開的政府文件
- Military History Institute of Vietnam. . trans. Pribbenow, Merle. Lawrence KS: University of Kansas Press. 2002. ISBN 0-7006-1175-4.
- Nalty, Bernard C. . Washington DC: Air Force History and Museums Program. 2000.
- Sutsakhan, Lt. Gen. Sak, The Khmer Republic at War and the Final Collapse. Washington DC: United States Army Center of Military History（英语：United States Army Center of Military History）, 1987.

傳記
- Osborne, Milton. . Sydney: Allen & Unwin. 1994. ISBN 1-86373-642-5.

二手資料
- Chandler, David P. . New Haven CT: Yale University Press. 1991. ISBN 0-300-04919-6.
- Deac, Wilfred P. . College Station TX: Texas A&M University Press. 2000.
- Dougan, Clark; Fulghum, David;  et al. . Boston: Boston Publishing Company. 1985. ISBN 0-939526-16-6.
- Isaacs, Arnold; Hardy, Gordon. . Boston: Boston Publishing Company. 1988. ISBN 0-939526-24-7.
- Karnow, Stanley. . New York: Viking Press. 1983. ISBN 0-670-74604-5.
- Kinnard, Douglas, The War Managers. Wayne NJ: Avery Publishing Group, 1988.
- Lipsman, Samuel; Doyle, Edward;  et al. . Boston: Boston Publishing Company. 1983. ISBN 0-939526-07-7.
- Lipsman, Samuel; Weiss, Stephen. . Boston: Boston Publishing Company. 1985. ISBN 0-939526-15-8.
- Morris, Stephen. . Stanford CA: Stanford University Press. 1999. ISBN 0-8047-3049-0.
- Morrocco, John. . Boston: Boston Publishing Company. 1985. ISBN 0-939526-14-X.
- Osborne, Milton. . Sydney: George Allen & Unwin. 1979. ISBN 0-86861-249-9.
- Pike Douglas, John Prados, James W. Gibson, Shelby Stanton, Col. Rod Paschall, John Morrocco, and Benjamin F. Schemmer, War in the Shadows. Boston: Boston Publishing Company, 1991.
- Ponchaud, Francois, Cambodia: Year Zero. New York: Holt, Rinehart, and Winston, 1981.
- Shaw, John M. . Lawrence KS: University of Kansas Press. 2005. ISBN 0-7006-1405-2.
- Shawcross, William. . University of Michigan. 1979. ISBN 0-671-23070-0.
- Snepp, Frank. . New York: Random House. 1977. ISBN 0-394-40743-1.
- Tully, John. . Singapore: Allen & Unwin. 2005. ISBN 1-74114-763-8.

## 外部連結
- U.S. and Vietnamese Involvement in Cambodian Civil War from the Dean Peter Krogh Foreign Affairs Digital Archives